# ميغيل بيريز (لاعب كرة قدم)
ميغيل بيريز (بالإسبانية: Miguel Pérez Aracil)‏ (28 مايو 1980 في إسبانيا - ) هو لاعب كرة قدم إسباني في مركز الوسط. لعب مع خيمناستيك طركونة وديبورتيفو ألافيس ونادي خيتافي ونادي ليفانتي ونومانسيا ونادي أوندا وCD Burriana ‏.

## وصلات خارجية
- ميغيل بيريز على موقع قاعدة بيانات كرة القدم.إي يو (الإنجليزية)
- ميغيل بيريز على موقع Soccerway.com (الإنجليزية)